# Cercina obtusa
Cercina obtusa är en insektsart som beskrevs av Carl Stål 1878. Cercina obtusa ingår i släktet Cercina och familjen gräshoppor. Inga underarter finns listade i Catalogue of Life.